# Brudstykker af en Landsbydegns Dagbog
 Der er for få eller ingen kildehenvisninger i denne artikel, hvilket er et problem. Du kan hjælpe ved at angive troværdige kilder til de påstande, som fremføres i artiklen.

Brudstykker af en Landsbydegns Dagbog fra 1824 er Steen Steensen Blichers debut som novelleforfatter.
Handlingen er baseret på den adelige Marie Grubbes skæbne. I novellen kaldes hun frøken Sophie. Hendes livsforløb berettes af Morten Vinge i dagbogsform, som ifølge en note er "Fundet, gennemset og udgivet af S.S. Blicher." Denne note må formentlig være en bevidst stræben fra forfatterens side efter at give begivenhederne et autentisk præg.

## Optakt
Morten bliver i begyndelsen af fortællingen tjener på godset Tjele. Morten underspiller (bevidst eller ubevidst) i hele forløbet, der strækker sig over 44 år, sin rolle i begivenhederne, fx i optegnelsen fra 13. december 1709, hvor der er jagt. Ridefogeden forsøger forgæves at redde herremanden fra et såret vildsvin, og herefter lykkes det ved "Guds hjælp" og et "lykketræf" Morten at nedlægge dyret.

## Det dramatiske højdepunkt
Morten får tidligt i forløbet et nært venskab med Jens, som er skyttens medhjælp. Kammeratskabet med Jens er en af drivkræfterne i novellen. En anden er Mortens forelskelse i frøken Sophie, som er blevet forlovet med en fornem adelig.
Det dramatiske højdepunkt indtræffer omkring den 27. februar 1713, hvor Morten noterer: " Drømmer jeg, eller er jeg vaagen? Har mine Sandser duperet mig, eller var hun virkelig min? jo! hun var min – jeg har favnet hende med disse mine Arme, hun har hvilet ved mit Bryst, og bedækket mit Ansigt med Kys – med hede Kys – nu vilde jeg gjerne døe, saa lykkelig kan jeg aldrig blive meer. Men nei! Hvorlunde er det fat med mig? hvad har jeg gjort? ah, jeg veed ikke, hvad jeg skriver – jeg frygter, jeg er vanvittig."
I optegnelser fra marts måned samme år erkender han, at frøken Sophie har forvekslet ham med Jens, i hvis seng han sov den pågældende nat. Klimaks indtræffer, da Sophie og Jens flygter sammen. Herefter indtræder et nyt kapitel i fortællingen, hvor Morten under dramatiske omstændigheder involveres i Store Nordiske Krig. Fra 1721 til 1743 er der ingen optegnelser, men det fremgår, at han er i Sibirien.

## Afslutning
Den 2. juli 1744 meddeler Morten, at han har genset Sophie i sit nye fristed, Corselitze på Falster. Hun er endt som lugekone. "Ak! Hvor forandret!" Motivet dukker op, hvor han efter mange års savn igen møder Sophie, og tager en drejning: Han kan ikke begære Sophie nu, hvor hun ikke længere er en fin dame. 
"Jeg har seet hende – hende? Ak nei! Ikke hende! En falden Engel har jeg seet, en Mørkhedens Gestalt – tidt har jeg ønsket mig Døden, men nu – nu ækles jeg ved Livet – jeg kan ikke skrive meer." Hændelsen har tilsyneladende gjort et stort indtryk, for først den 8. august 1744 beskriver han gensynet og afslører, at hun stadig er gift med Jens. Han konstaterer, at hun er ugenkendelig og mister såvel interessen for hende som for selve livet.

## Fortælleteknik
Blicher bruger en jeg-fortæller, der mangler afgørende informationer på vigtige tidspunkter i forløbet, og som derfor fremstår – i alt fald delvis – utroværdig. Det overlader mere til læserens fantasi end vanligt på Blichers tid. Søren Baggesens Blicher-afhandling viser, at Dagbogen – og flere andre noveller af Blicher – er en tidlig del af Det Moderne Gennembrud. 
Jeppe Aakjær sætter Blichers stil i Landsbydegnen højere end J.P. Jacobsens Marie Grubbe.
Historien er skrevet ud fra en jeg-fortæller-vinkel, og dermed er det ikke muligt for ham at være en alvidende fortæller, selvom han ses som en åbenlys fortæller. s. 329, linje 1. 
Han skriver ud fra sit eget perspektiv, og vi får tingene at vide i samme øjeblik, han selv gør. s. 313, linje 14-15.
Forfatteren skriver brudstykker af Morten Vinges dagbog. Vi ser derfor det hele fra Mortens perspektiv, men hører også om de andre personers liv, fx frk. Sophie, der bliver gift og flygter med Jens og ender med at se mere eller mindre ulykkelig ud, da Morten møder hende og Jens til sidst i novellen. S. 348, linje 24-29.
Og derfor får vi også mere at vide om Morten, end han selv fortæller, men indirekte. 
Vi kan læse mellem linjerne i teksten og forestille os, hvad han har lavet i de perioder, som ikke 0mtales i af hans dagbog. 
Vi får at vide, at Mortens forældre dør, og vi hører ikke om andre søskende. Altså er han enebarn. S. 330, linje 8. 
Vi får også klasseopdelingen at se: s. 335, linje 8-9 og s. 331, linje 1-2. 
Vi fornemmer, hvordan han iscenesætter sig selv og sætter sig op på en piedestal ved at sammenligne sig selv med Jens. Morten ser sig selv som den kloge, der læser mange bøger, og som kun vil frk. Sophie det bedste i verden, hvorimod han mener, at Jens er dårlig for hende, da han er en “pigernes ven”. S. 330, linje 34-39. 
Kan vi som læsere stole på Mortens ærlighed i vurderinger af sig selv og andre? Umiddelbart ikke, da læseren ikke får et andet perspektiv fra en anden kilde. Morten kunne have opfattet nogle personer anderledes, end en anden ville gøre. Fx ser han Jens som en skurk, der har taget hans livs kærlighed frk. Sophie fra ham (gør hende til en “forræder”), hvorimod hun måske ville se Jens som sit livs kærlighed, der redder hende fra et ulykkeligt ægteskab.
“Den unge Frøken er borte! inat er hun echapperet ud af et Vindue. Jens har sikkert været ∆  her og hentet hende, for En har ved Midnatstid mødt to Personer paa een Hest,..” (s. 344, l. 30)
s. 343, linje 21-25.

## Personkarakterstik af Morten Vinge
Morten Vinge er jeg-fortælleren i historien. Morten kommer fra de fattigere kår – han er en landsbydreng, men ganske klog og arbejdsom. Han er god til latin og lærer sig selv fransk.
Morten Vinge vil gerne være præst og arbejder hårdt med at studere latin, så han kan komme på præsteskole. Grundet faderens død tvinges han til at arbejde. 
Mortens sprog er en blanding af både dansk, latin – og senere fransk. Historien er skrevet i et 'gammelt' og ganske formelt sprog.
Undervejs i historien ændres sproget, han lærer sig selv fransk og skriver også på fransk.
Hvordan forholder Morten sig til andre mennesker:
Jens: 
Morten har fra helt tidligt i historien et nært venskab med Jens, skyttens medhjælp. Han har respekt for Jens, men det ændrer sig, da han finder ud af, at Jens og Frøken Sophie har været sammen. Han mister fuldstændig respekten for dem begge, da han møder dem 20 år senere: "Jeg har seet hende – hende? Ak nei! Ikke hende! En falden Engel har jeg seet, en Mørkhedens Gestalt – tidt har jeg ønsket mig Døden, men nu – nu ækles jeg ved Livet – jeg kan ikke skrive meer." 
Hændelsen har tilsyneladende gjort et stort indtryk, for først den 8. august 1744 beskriver han gensynet og afslører, at hun stadig er gift med Jens. Han konstaterer, at hun er ugenkendelig og mister såvel interessen for hende som for selve livet.
Sophie: 
Morten Vinge er dybt dybt forelsket i Frøken Sophie. Han beskriver hendes smukke smil og fine øjne.  
Andre: 
Herren: Han er opdraget ordentligt og er derfor meget høflig og har respekt over for herren. 
Morten opnår på intet tidspunkt det, han gerne vil med sit liv. Efter farens død opgiver Morten sin drøm om at blive præst. For at kunne forsørge sin mor bliver han tjener på en herregård. Da moderen dør, bliver han jæger sammen med Jens og herremanden. Senere drager han i krig. Han holder sig i gang ved tanken om frøken Sophie, men de bliver aldrig gift. 
Det lykkes ham at blive degn i Tjele.

## Personkarakteristik af Frøken Sophie
Frøken Sophie har en fin herkomst. Hun er datter af den herremand, som Morten Vinge arbejder for. Hun taler primært fransk.
Hun er født i samfundets øverste lag, men ender sine dage som lugekone. Hun må ligge på knæ og luge, da hun er stukket af og har slået sig ned på Falster sammen med Jens. 
Hun giver ikke Morten meget igen, men der skal ikke meget til for at smigre ham.
Efter at Morten tager til Sibirien, går det galt for Sophie.